# باقی‌مانده (شیمی)

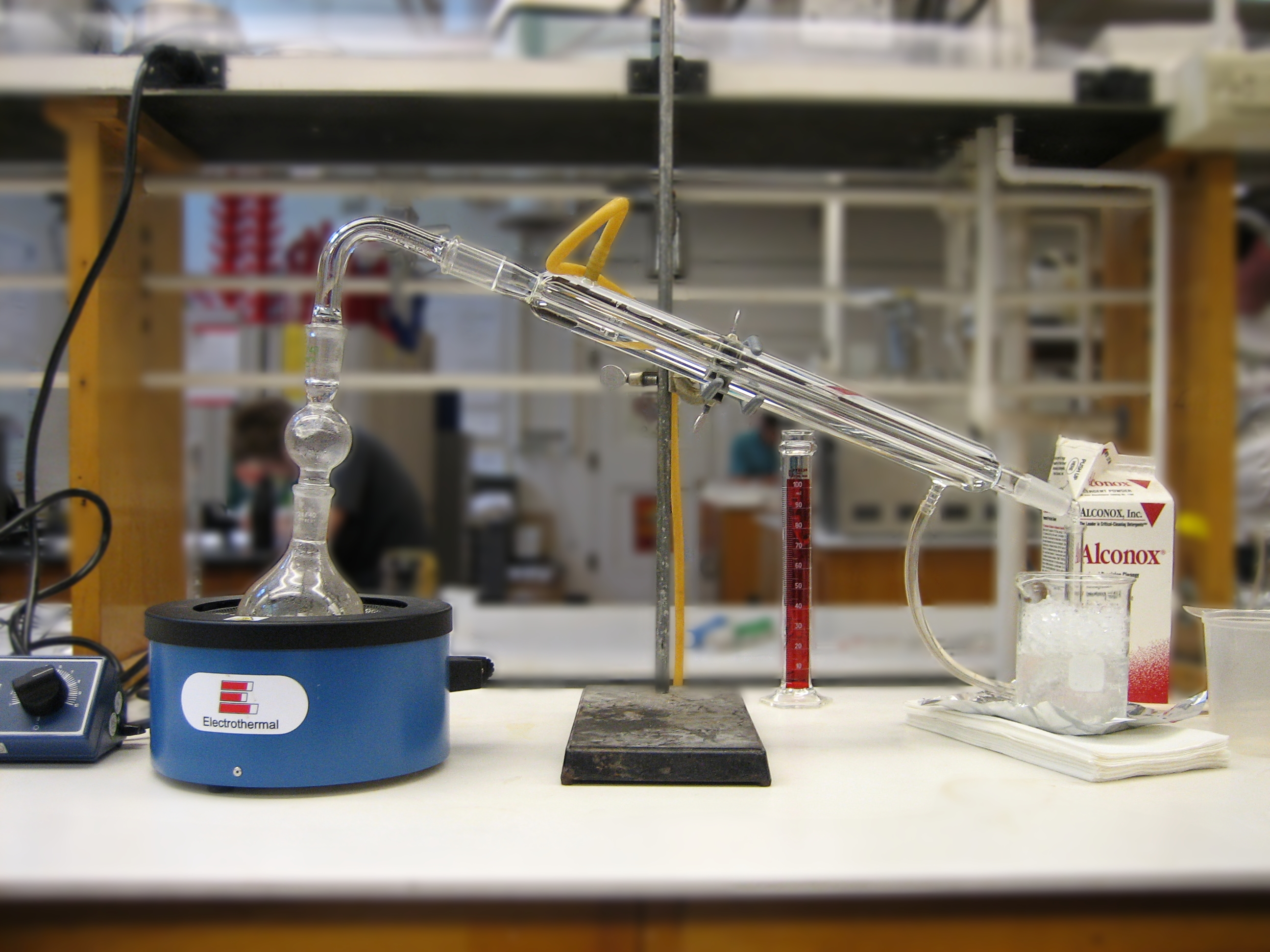
دستگاه تقطیر

باقیمانده در شیمی به مواد باقیمانده بعد از یک فرایند تقطیر، تبخیر یا فیلتراسیون اشاره دارد. اما این تعریف در مقیاس ماکروسکوپی است. در مقیاس میکروسکوپی باقیمانده می‌تواند اشاره‌ای باشد به یک یا گروهی از اتمها که طی یک فرایند (واکنش) شیمیایی بخشی از یک مولکول مثلاً گروه متیل را می‌سازند. همچنین می‌تواند به معنی محصولات بازمانده و ناخواسته از یک واکنش شیمیایی باشد.

## بهداشت مواد غذایی
ترکیب شیمیاییِ سمیِ باقیمانده موضوعی مرتبط با امنیت بهداشتی مواد غذایی است. برای مثال، سازمان غذا و دارو آمریکا (FDA) و انجمن بازبینی مواد غذایی کانادا (CFIA)، جهت تشخیص باقیمانده‌های شیمیایی که ممکن است برای مصرف خطرناک باشند دستورالعملهایی دارند. از جمله این باقیمانده‌های شیمیایی می‌توان به آفلاتوکسین اشاره کرد.

## بیوشیمی
در بیوشیمی و زیست‌شناسی مولکولی، یک باقیمانده به مونومر خاصِ درونِ یک زنجیره پلیمری یک پلی ساکارید، پروتیین یا اسید نوکلئیک اشاره دارد. ممکن است شما با جملاتی این چنینی روبرو شوید. «این پروتیین شامل ۱۱۸ باقیمانده آمینو اسیدی است.» یا «باقیمانده هیستیدینی در تشکیل حلقه ایمیدازول به عنوان یک اصل مهم مورد توجه قرار می‌گیرد.» دقت کنید که باقیمانده مولکولی از پاره مولکولی متفاوت است، مثلاً در مثال بالا می‌توانیم حلقه ایمیدازول را با واژه پاره ایمیدازول توصیف کنیم.

در طی فرایندی که در آن بلوکهای مونومری (مثلاً آمینو اسیدها) کنار هم زنجیروار قرار می‌گیرند تا یک زنجیره پلیمری (مثلاً یک پروتیین) را تشکیل دهند، بعضی اتم‌ها (معمولاً مولکول آب) از هر کدام از بلوکهای ساختمانی به بیرون رانده می‌شوند، و فقط باقیمانده‌ای از هر بلوک ساختمانی در زنجیره قرار می‌گیرد. باقیمانده‌ای که ممکن است آمینو اسیدی باشد در یک پلی‌پپتید.